# شن‌های سفید (فیلم)
شن‌های سفید (به انگلیسی: White Sands) فیلمی است محصول سال ۱۹۹۲ و به کارگردانی راجر دونالدسون است. در این فیلم بازیگرانی همچون ویلم دفو، مری الیزابت ماسترانتونیو، میکی رورک، ساموئل ال. جکسون، ام امت والش، جیمز ریبهورن، مورا تیرنی، ریچارد هریس، بت گرانت و میمی راجرز ایفای نقش کرده‌اند.